# Pimpla ellopiae
Pimpla ellopiae là một loài tò vò trong họ Ichneumonidae.